# البرین (ویرجینیا)
البرین، ویرجینیا (به انگلیسی: Alberene, Virginia) یک منطقهٔ مسکونی در ایالات متحده آمریکا است که در ویرجینیا واقع شده‌است.

## خصوصیات
البرین ۱۵۹٫۱۱ متر بالاتر از سطح دریا واقع شده‌است.